# フロム・ファーストプロダクション
株式会社フロム・ファーストプロダクション（FROM FIRST PRODUCTION）は、東京都千代田区に所在する日本の大手芸能事務所。

## 概要
初代社長は小口健二。バーニングプロダクションで郷ひろみのマネージャーを経験した後に立ち上げた。
インディーズレーベル「カムトゥルーレコーズ」を立ち上げた。

## 所属アーティスト・タレント

### FROM FIRST

#### 男性
- 小野寺昭
- 大石継太
- 大高洋夫
- 金子茂樹（脚本家）
- 佐藤二朗
- 中村歌昇(歌舞伎)
- 三浦健人
- 山下真司
- 山田明郷
- YOUNG DAIS
- 小野健斗

#### 女性
- 伊佐山ひろ子
- 伊藤麻実子
- 石野真子
- 大谷直子
- 落合由佳（アナウンサー）
- 加藤夏希
- 清水美砂
- 橘茉希
- 西原亜希
- 堀井美香

### MEN'S ART
- 本木雅弘

### LADY BIRD
- 鬼塚俊秀
- 和音美桜
- 川口覚
- 小林和寿
- 佐伯晃
- 佐野泰臣
- 竹中直人
- 林浩太郎
- 緋田康人
- 三上市朗
- 山本浩貴
- 諒太郎
- 秋山ゆずき
- 輝有子
- 小池まり
- 斉藤レイ
- 佐々木史帆
- 佐藤江梨子
- 佐藤寛子
- 中上サツキ
- なかじままり
- 広山詞葉
- 美馬アンナ
- 夕樹ゆう
- 李丹

### COME TRUE
- 赤澤ムック
- 芦田昌太郎
- 石橋穂乃香
- 小川絵梨子（演出家）
- 荻野目慶子
- 笠井日向
- 金允洙（キム・ユンス）
- 斉藤直樹
- 田畑智子
- 中村美貴
- 那須佐代子
- 藤本涼
- 吉原光夫
- 河内大和

### １カラット
- 後藤田しゅんすけ
- 高橋里央
- 館野将平
- 府川眞
- 国条奏斗
- 赤木耀
- 梅谷祐成
- 前田隆成
- 朝井瞳子
- 白瀬南美
- 希咲美羽
- 東由樹
- 松井朝海（元ミス日本グランプリ）
- つじかりん
- 白倉碧空
- 天音里菜

## 過去に所属していたアーティスト・タレント

### 男性（過去）
- マーク
- 芦田昌太郎
- 安藤政信
- 石田卓也
- 板倉光隆
- 市野世龍
- 宇野薫
- 大浦龍宇一
- 大沢樹生
- 大野仁志
- 大堀こういち
- 沖田浩之
- 小田井涼平
- 小野健太郎
- 加藤厚成
- 金井茂
- 北村一輝
- 黒田アーサー
- Koji
- 嶋大輔
- 鈴木祐二
- 曽根悠多
- 染谷俊
- SOLZICK
- 高知東生
- 髙橋洋
- 宝井誠明
- 玉木健嗣
- 長嶋一茂
- 中嶋しゅう
- 中上五月
- 新妻大蔵
- 二法田サトシ
- 乃木涼介
- 羽賀研二
- 林泰文
- 春山幹介
- 広岡瞬
- 吹越満
- 古谷一行
- 宮根誠司
- 矢沢幸治
- 山崎将平
- 山梨鐐平
- ロマンチックセクシー
- 渡辺士郎
- Empty Black Box

### 女性（過去）
- 安藤希
- いしのようこ
- 市川葵
- いとうまい子
- 伊藤梨花子（現・逢田梨香子）
- 井上晴美
- 氏家恵
- 江口千夏
- 佳村さちか
- 梶原ユキコ
- 花乃まりあ
- 烏丸せつこ
- 川津春
- 喜多嶋舞
- 菊浦啓子
- くぼたていこ
- 熊切あさ美
- 斉藤真子
- 坂井真紀
- 坂上香織
- さとうやすえ
- 鈴花あゆみ
- 高岡早紀
- 高岡由美子
- 橘実里
- 統乃さゆみ
- 戸田麻衣子
- 中丸シオン
- 花總まり
- 萩美香
- 伴杏里
- ひふみかおり
- 広田レオナ
- 星奈々
- 本田理沙
- 眞崎チェイニー
- 水月舞
- 溝渕美保
- 渡辺舞
- 望月英莉加

## 過去の関係者
- 西尾真里（PANDAの社長）
- 横山武（テイクオフの社長）

## 元ジャニーズ所属タレント
創業者の小口健二は元々バーニングプロダクションで南沙織らをマネージメントしていて、ジャニーズ事務所から郷ひろみを移籍させた。
郷がバーニングプロダクションに移籍後も郷のマネージメントをした。そんなこともあってか、ジャニーズ事務所を辞めたタレントは、真っ先に小口を頼ったという。
実際に、本木雅弘や、光GENJIのメンバーだった大沢樹生は、ジャニーズ事務所を辞めてから小口の事務所の所属タレントとなった。

## 関連会社
- 株式会社メンズアート（芸能プロダクション）
- 株式会社レディバード（芸能プロダクション）
- 株式会社ACE OF HEARTS（音楽原版制作）
- 株式会社COME TRUE（芸能プロダクション）
- 株式会社1カラット（芸能プロダクション）